# Trofeo Colombino
De Trofeo Colomino is een jaarlijks voetbaltoernooi dat elke zomer georganiseerd wordt door Recreativo Huelva. Het wordt gespeeld in hun eigen stadion Estadio Nuevo Colombino in Huelva.
Het toernooi wordt gehouden als eerbetoon aan de club zelf. Recreativo werd op 23 december 1889 opgericht door buitenlandse mijnwerkers die in de regio van Huelva werkzaam waren. Hiermee is Recreativo de oudste voetbalclub van Spanje, wat de club de bijnaam El Decano ("de senior") opleverde.

## Winnaars
| Jaar | Winnaar           | Tweede            | Derde             | Vierde               |
| ---- | ----------------- | ----------------- | ----------------- | -------------------- |
| 1965 | Recreativo Huelva | Genoa             | Racing Paris      |                      |
| 1966 | Atlético Madrid   | Recreativo Huelva | Stade Reims       | Os Belenenses        |
| 1967 | Recreativo Huelva | Sevilla           | Vitoria Setubal   | Olympique Lyon       |
| 1968 | Real Betis        | Recreativo Huelva | Atlético Mineiro  | FAR Rabat            |
| 1969 | São Paulo         | Real Madrid       | Anderlecht        | Las Palmas           |
| 1970 | Real Madrid       | Spartak Moskou    | Standard Luik     | Sevilla              |
| 1971 | Újpest FC         | CSKA Moskou       | Real Madrid       | Real Betis           |
| 1972 | Atlético Madrid   | Slovan Bratislava | Fluminense        | Valencia             |
| 1973 | Dinamo Tbilisi    | SL Benfica        | Derby County      | Atlético Madrid      |
| 1974 | Feyenoord         | Újpest FC         | Real Betis        | Bayern München       |
| 1975 | Sevilla           | Athletic Bilbao   | River Plate       | Dinamo Tbilisi       |
| 1976 | Partizán          | Atlético Madrid   | Manchester City   | Real Betis           |
| 1977 | Recreativo Huelva | Budapest Honvéd   | Újpest Dosza      | Real Sociedad        |
| 1978 | Stal Mielec       | Dinamo Boekarest  | Sevilla           | Recreativo Huelva    |
| 1979 | Recreativo Huelva | Beveren           | Real Betis        | Stal Mielec          |
| 1980 | Vasco da Gama     | Recreativo Huelva | Espanyol          | Dinamo Zagreb        |
| 1981 | Athletic          | FC Barcelona      | Atlético Madrid   | Recreativo Huelva    |
| 1982 | Nottingham Forest | Recreativo Huelva | Sevilla           | Athletic Bilbao      |
| 1983 | Real Betis        | América           | America FC        | Recreativo Huelva    |
| 1984 | Real Madrid       | Recreativo Huelva | Real Betis        | Málaga               |
| 1985 | Sevilla           | Atlético Madrid   | Botafogo          | Recreativo Huelva    |
| 1986 | Recreativo Huelva | Manchester City   | FC Barcelona      | Sevilla              |
| 1987 | Recreativo Huelva | Benfica           | Espanyol          | Real Betis           |
| 1988 | Flamengo          | Recreativo Huelva | Cruzeiro          | Real Zaragoza        |
| 1989 | Real Madrid       | Spartak Moskou    | Real Betis        | Recreativo Huelva    |
| 1990 | Athletic Bilbao   | Recreativo Huelva | Atlético Madrid   | Real Betis           |
| 1991 | Atlético Madrid   | Sevilla           | Recreativo Huelva | Spartak Moskou       |
| 1992 | Chili             | Benfica           | Uruguay           | Recreativo Huelva    |
| 1993 | Atlético Madrid   | Sampdoria         | São Paulo         | Sevilla              |
| 1994 | Real Zaragoza     | Real Betis        | Atlético Madrid   |                      |
| 1995 | Real Betis        | Mérida            | Recreativo Huelva |                      |
| 1996 | Sevilla           | Recreativo Huelva | Valladolid        | Real Betis           |
| 1997 | Grêmio            | Sevilla           | Real Zaragoza     | Recreativo Huelva    |
| 1998 | Recreativo Huelva | Real Sociedad     | Real Betis        | Olympiakos           |
| 1999 | Athletic Bilbao   | Málaga            | Recreativo Huelva | PSV                  |
| 2000 | Recreativo Huelva | Real Betis        | Las Palmas        | Málaga               |
| 2001 | Celta de Vigo     | Tenerife          | Recreativo Huelva | Osasuna              |
| 2002 | Atlético Madrid   | Recreativo Huelva | Sevilla           | Espanyol             |
| 2003 | Recreativo Huelva | Málaga            | Sevilla           | Panathinaikos        |
| 2004 | Recreativo Huelva | Málaga            | Real Sociedad     | Real Betis           |
| 2005 | Sevilla           | Recreativo Huelva | Athletic          |                      |
| 2006 | Sporting Lissabon | Recreativo Huelva | Sevilla           | Bolton Wanderers     |
| 2007 | Parma             | Recreativo Huelva | Real Zaragoza     |                      |
| 2008 | Recreativo Huelva | Athletic          | Málaga            |                      |
| 2009 | Real Betis        | Real Zaragoza     | Recreativo Huelva |                      |
| 2010 | Recreativo Huelva | Sporting Gijón    | Atlético Madrid   | Montevideo Wanderers |
| 2011 | Atlético Madrid   | Recreativo Huelva |                   |                      |
| 2012 | Getafe            | Recreativo Huelva | Sporting Lissabon | Atlético Tetuán      |
| 2013 | Levante           | Pescara           | Recreativo Huelva | Olhanense            |
| 2014 | Barcelona         | Recreativo Huelva |                   |                      |
| 2015 | Real Betis        | Recreativo Huelva |                   |                      |